# Otto zu Windisch-Graetz
Il principe Otto Weriand Hugo zu Windisch-Graetz (Graz, 7 ottobre 1873 – Lugano, 25 dicembre 1952) è stato un ufficiale austriaco.

## Biografia
Otto era il secondogenito del principe e consigliere di stato, Ernst Ferdinand Weriand Prinz zu Windisch-Graetz (1827–1918), e di sua moglie, la principessa Camille zu Oettingen-Oettingen und Oettingen-Spielberg (1845–1888).
Apparteneva ad una famiglia dell'alta aristocrazia austriaca e boema, la famiglia dei principi Windisch-Grätz, discendente del principe Alfredo I, celebre feldmaresciallo e repressore della Rivoluzioni del 1848 nell'Impero austriaco.
Il principe trascorse la sua infanzia nel palazzo paterno di Strohgasse a Vienna, e nel 1891 si unì alla scuola cadetta di Mählrisch-Weisskirchen in Moravia.
Amico del principe Günther Victor von Schwarzburg-Rudolstadt, frequentò l'Accademia Militare nella Moravia, uscendone con il grado di tenente di cavaliera dell'esercito austriaco il 1 maggio 1895 e ha trascorso due anni di stanza a Brno, dove è stato nominato Oberleutnant due anni più tardi.

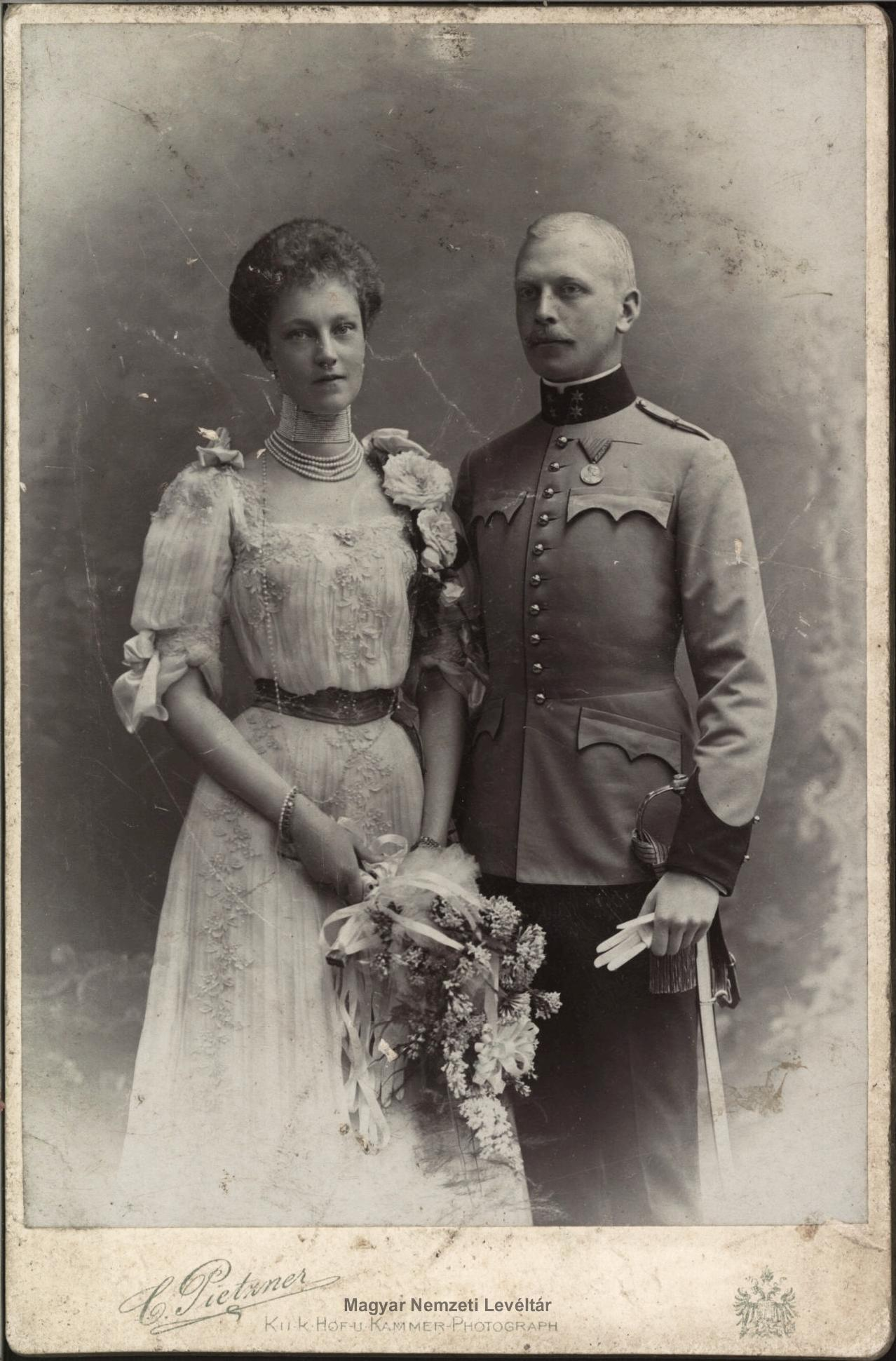
Otto e Elisabetta Maria

## Matrimonio
Nel mese di marzo 1900, Otto conobbe meglio l'arciduchessa Elisabetta Maria d'Asburgo-Lorena, unica figlia dell'arciduca Rodolfo d'Asburgo-Lorena, a Laxenburg, con il quale aveva ballato a un ballo all'Hofburg. Alto, con lineamenti regolari, biondo con gli occhi blu, eccellente cavaliere e perfetto gentiluomo, l'arciduchessa, viziata e capricciosa, si innamora immediatamente di lui e decide di sposarlo.
Il vecchio imperatore, traumatizzato dalla morte di suo figlio e che, per reazione, aveva viziato scandalosamente sua nipote, si lasciò piegare nel dicembre 1900 dalla prospettiva di un matrimonio morganatico, il cui fidanzato non era di sangue reale, sebbene appartenente all'alta nobiltà, ma gli chiese di aspettare i diciotto anni della nipote. Come Capo degli eserciti, convocò l'ufficiale che accettò. Il fidanzamento fu annunciato nell'autunno del 1901.
Elisabetta Maria ricevette una dote di 420.000 corone, in titoli e gioielli, e l'imperatore le concesse il diritto di mantenere il trattamento di Altezza Reale e Imperiale anche se dovette rinunciare al trono. Il matrimonio venne celebrato nella cappella di San Giuseppe dell'Hofburg nella più stretta intimità, seguito da una luna di miele in Slovenia al castello di Seebach, quindi in Italia, a Malta e in Egitto, e di nuovo ad Atene e Costantinopoli. Il principe fu assegnato alla 9ª Divisione di fanteria a Praga. Grazie a questo matrimonio, il ramo minore dei principi Windisch-Graetz ottenne l'essere annoverato tra le famiglie reali europee, acquisendo il titolo di Prinz, "principe" (1902).
Ebbero quattro figli:
- Franz Joseph (1904–1981);
- Ernst (1905–1952);
- Rudolf (1907–1939);
- Stephanie (1909–2005).

Nel 1905 fu nominato capitano di cavalleria e si concluse la sua carriera militare, iniziando ad amministrare l'eredità di sua moglie. Nello stesso anno la famiglia si trasferì nel castello di Ploschkowitz, messo a disposizione dall'imperatore.
Iniziarono i primi disaccordi a causa della salute fragile dei bambini e al fatto che Elisabetta Maria aveva iniziato ad annoiarsi. Una grave crisi coniugale si verificò nel 1912, quando Elisabetta Maria incolpò suo marito per la sua mancanza di desiderio nei suoi confronti.
Nel 1913 Elisabetta Maria iniziò a farsi vedere con un giovane tenente Egon Lerch, che divenne il suo amante, ma il giovane morì il 7 agosto 1915, quando il suo sottomarino viene affondato dall'esplosione di una mina appartenente alla Regia Marina italiana. Elisabetta Maria, disperata, decise di separarsi da suo marito. Seguirono diversi anni di battaglie giudiziarie, dopo la morte dell'imperatore nel 1916, sulla questione della separazione (il divorzio non esisteva in Austria a quel tempo) e della custodia dei figli. Il principe fu obbligato a chiamare più volte i gendarmi per vedere i suoi figli. Nel 1920 ottenne la custodia dei due maggiori.
Il principe venne nominato tenente colonnello, il 27 novembre 1916, del 3º battaglione del reggimento dei cacciatori tirolesi mentre era sul fronte in Italia. Gli ultimi anni della guerra avevano visto anche una lotta spietata tra di loro: infatti il principe voleva conservare i benefici finanziari dovuti al suo matrimonio.
La separazione effettiva fu pronunciata dalla corte il 26 marzo 1924.

## Morte
Il principe, che era difeso dalla suocera, chiese nel 1934 di mettere sotto controllo la sua ex moglie, con il pretesto che questa stava sperperando il patrimonio dei suoi tre figli sopravvissuti per finanziare il partito socialdemocratico a cui aveva aderito.
Dopo la caduta dell'Impero austro-ungarico il principe zu Windisch-Graetz fuggì in Ungheria e poi a Lugano, dove durante la Seconda Guerra Mondiale fu noto per la sua attività filantropica di soccorso degli ebrei fuggiti clandestinamente dalla Germania.
Il divorzio fu pronunciato nel febbraio del 1948. Il principe morì il giorno di Natale del 1952 a Lugano e fu sepolto nel cimitero di Lugano-Castalogna. Aveva vissuto in una "grande miseria", grazie ai sussidi di sua figlia Stephanie.